# Говоруха (приток Вишеры)
Говоруха — река в России, протекает по Красновишерскому району Пермского края. Устье реки находится в 128 км от устья реки Вишеры по правому берегу. Длина реки составляет 55 км, площадь водосборного бассейна — 460 км².
Исток реки на холмах Полюдова Кряжа в 24 км к северо-востоку от посёлка Вишерогорск. Говоруха течёт в верховьях на северо-запад, затем резко поворачивает на юг. Течёт среди холмов, покрытых елово-берёзовой тайгой. В среднем течении на реке деревня Мясная. Впадает в Вишеру у деревни Заговоруха. Ширина реки у устья около 20 метров, скорость течения 0,5 м/с.

## Притоки
(указано расстояние от устья)
- 2,5 км: река Вильва (лв)
- 7,1 км: река Белая (лв)
- река Ломовая (пр)
- река Кривая (пр)
- река Малая Талица (пр)
- ручей Горшковский Лог (пр)
- 22 км: река Большая Талица (лв)
- 24 км: ручей Сухой Лог (пр)
- река Мясная (лв)
- ручей Малый Болотный (пр)
- ручей Большой Болотный (пр)

## Данные водного реестра
По данным государственного водного реестра России относится к Камскому бассейновому округу, водохозяйственный участок реки — Кама от водомерного поста у села Бондюг до города Березники, речной подбассейн реки — бассейны притоков Камы до впадения Белой. Речной бассейн реки — Кама.
Код объекта в государственном водном реестре — 10010100212111100004815.